# Olof Celsius den ældre
Olof Celsius den ældre (19. juni 1670 i Uppsala - 24. juli 1756 sammesteds) var en svensk polyhistor, far til Olof Celsius den yngre, farbror til Anders Celsius.
Celsius var fra 1699 lærer ved Uppsala Universitet, først i filosofi, siden i græsk og østerlandske sprog. Samtidig var han landsbysognepræst og blev 1719 Dr. theol., 1727 professor i teologi og 1736 domprovst i Uppsala. På en udenlandsrejse 1696-98 skaffede han sig stor indsigt i østerlandske sprog - den kæreste af hans mange sysler. Celsius var velbevandret på vidt forskellige områder: arkæologi og botanik, svenskt ordbogsarbejde med mere. 1745-47 udgav han en omfattende afhandling om planterne i Biblen: Hierobotanicon sive de plantis sacræ scripturæ, som skaffede ham stort ry. Hans ikke mindste fortjeneste var den store hjælp, han ydede Linné.